# 알라 추페르
알라 퍄트로우나 추페르(벨라루스어: А́ла Пятро́ўна Цу́пер, 러시아어: А́лла Петро́вна Цу́пер 알라 페트로브나 추페르[*], 우크라이나어: А́лла Петрі́вна Цу́пер 알라 페트리우나 추페르[*], 1979년 4월 16일~)는 우크라이나 태생 벨라루스의 프리스타일 스키 선수로 주 종목은 에어리얼이다. 소치에서 열린 2014년 동계 올림픽 에어리얼 부문에서 금메달을 획득하였다.